# Timiatério
Timiatério (em latim: Thymiaterium) foi uma cidade antiga situada no norte da África. Fundada pelo navegador fenício Hanão, a colônia fenícia localizava-se na costa do Oceano Atlântico, na foz do rio Sus (Oued Souss ou Wadi Sus), próximo à atual cidade de Agadir, no Marrocos, e foi citada pelo próprio Hanão na narrativa que ele deixou sobre sua circum-navegação do continente africano.